# Hans Kirk
Hans Rudolf Kirk (Hadsund, 11 januari 1898 - Brådebæk, 16 juni 1962) was een Deens schrijver, communist en medewerker van het communistische dagblad Land og Folk.

## Leven en carrière
Hans Kirk werd geboren op 11 januari 1898 in Hadsund. Zijn ouders waren Christian Pedersen Kirk (praktiserend arts in Hadsund) en Anna Johanne f. Andersen. Als dokterszoon bracht Kirk zijn vakanties door bij de arme en piëtistische vissersfamilie van zijn vader in Harboøre en bij de familie van zijn moeder, die grootgrondbezitters waren in Thy en volgelingen van de Deense psalmendichter en schrijver Nikolaj Frederik Severin Grundtvig. De spanningen tussen deze twee zo verschillende milieus wordt belicht in zijn debuutroman Fiskerne (De vissers) uit 1928, die goed ontvangen werd door de kritieken. Hij studeerde in 1928 af in de rechten, maar hij bleef zich wijden aan het schrijverschap.
Al tijdens zijn tijd op het gymnasium in Sorø werd hij geïnspireerd door het marxisme, wat zich toont in al zijn werk. Fiskerne werd opgevolgd door Daglejerne (De dagloners) en De ny Tider (De nieuwe tijden), waarin de overgang van een boerensamenleving naar een industriële samenleving wordt geschilderd, met het nieuwe bestaan als georganiseerde loonarbeiders van voormalige huismannen en dagloners. Hans Kirk sloot zich aan bij Danmarks Kommunistiske Parti in 1931, werd in 1941 gearresteerd door de Deense politie en opgesloten in de gevangenis Horserødlejren. Het lukte hem uit de gevangenis te ontsnappen en ontliep zo deportatie naar een Duits concentratiekamp.
Na de oorlog werd Kirk medewerker bij het communistische dagblad Land og Folk, maar bleef steeds boeken schrijven. In 1950 kwam Vredens søn (Zoon der woede) uit, waarin hij een beschouwing maakt van het leven van Jezus in het licht van de sociale en politieke omstandigheden van de tijd waarin Jezus leefde. De roman kan gezien worden als een commentaar op de bezettingsperiode van Denemarken tijdens de Tweede Wereldoorlog, waarbij Kirk zowel de Duitsers als de Deense politici en overheden er stevig van langs geeft.
In 1953 verscheen het herinneringsboek Skyggespil (Schaduwspel).
Onder de prijzen hij die kreeg toebedeeld kunnen worden genoemd: Det anckerske Legat in 1945 en Herman Bangs Mindelegat in 1960.
Hans Kirk ligt begraven op het Ordrup Kirkegård.

## Beknopte bibliografie
- Fiskerne (1928)
- Daglejerne (1936)
- De ny tider (1939)
- Slaven (1948)
- Vredens søn (1950)
- Djævelens penge (1952)
- Klitgaard og sønner (1952)
- Skyggespil (1953)

- Bibliothèque nationale de France: cb120545611 (data)
- Gemeinsame Normdatei: 118562444
- International Standard Name Identifier: 0000 0000 8091 2237
- Library of Congress Control Number: n80132828
- Nationale Bibliotheek van Tsjechië: xx0003719
- Nationale Bibliotheek van Israël: 987007300145805171
- Nederlandse Thesaurus van Auteursnamen: 070619166
- LIBRIS: 193598
- Système universitaire de documentation: 028780213
- Virtual International Authority File: 12327842
- WorldCat: E39PBJh4rHpVr7yCGt9KPjmjmd